# 方志远
方志远（1950年—），江西吉安人，汉族，中华人民共和国政治人物、第十一届全国人民代表大会江西地区代表，中国明史学会首席顾问。
毕业于扬州大学古代文学专业。加入中国民主促进会。担任江西师范大学历史文化与旅游学院院长。2008年起担任全国人大代表。
中央电视台十频道《百家讲坛》主讲人，主讲系列有《大明嘉靖往事》《万历兴亡录》《国史通鉴》等。